# Bagnac-sur-Célé
Bagnac-sur-Célé är en kommun i departementet Lot i regionen Occitanien i södra Frankrike. Kommunen ligger i kantonen Figeac-Est som tillhör arrondissementet Figeac. År 2022 hade Bagnac-sur-Célé 1 481 invånare.

## Befolkningsutveckling
Antalet invånare i kommunen Bagnac-sur-Célé
| Referens: INSEE |